# 12241 Лефорт
12241 Лефорт (12241 Lefort) — астероїд головного поясу, відкритий 13 серпня 1988 року.
Тіссеранів параметр щодо Юпітера — 3,536.